# Alexandre Barroso
Alexandre Barroso de Oliveira, legtöbbször egyszerűen Alexandre Barroso (Belo Horizonte, 1963. február 2. –) brazil labdarúgóedző.

## Pályafutása
1987-ben Alexandra Barroso a Minas Gerais Szövetségi Egyetemen szerezte diplomáját, két évvel később találkozott a futballal, megkapva a Professional Cruise csapat fizikai előkészítését, 1996-ig tartotta pozícióját. Foxben a Kupa bajnoka volt Brazíliában, az Állami Bajnokság háromszoros bajnoka és a Super Cup bajnok.
1990-ben tapasztalatot szerzett az Ichirara Midori Gimnáziumban Japánban, és abban az évben visszatért a bányászati csapatba. 1997-ben Barroso vette át a Cruzeiro junior csapatát, miután nyolc győztest kupát a csapattal, majd két nemzetközi csapattal is.
2003-tól a Mamore (MG), a Democrata (MG), az Atlético U20, a Villa Nova (MG), az Al-Hilal FC, az Ipatinga, a CRB, a Juventude, a Cabofriense edzője is volt.